# 増田明美 (アナウンサー)
増田 明美（ますだ あけみ、1976年8月26日 - ）は、香川県を拠点に活動している日本のフリーアナウンサー。2015年時点では瀬戸内海放送 (KSB) 報道制作ユニットに所属している。

## 来歴
東京都生まれ、茨城県育ち。本人は茨城県を出身地としている。清泉女子大学文学部スペイン語スペイン文学科卒業。
大学を卒業後の1999年4月、茨城放送（現在のLuckyFM茨城放送）に入社した。同局のアナウンサーを務めた後、2001年にテレビ宮崎 (UMK) へ移籍した。そして2004年11月に青森朝日放送 (ABA) へ移籍し、2010年4月9日付で同局を退社した。
その後は結婚し、2児の母になる。また、夫の転勤を機に香川県へ転居し、フリーアナウンサーとしての活動を開始した。瀬戸内海放送で記者業務と番組制作に携わる傍ら、県内で行われる会合・講演の司会も務めている。

## 担当番組

### ラジオ番組
茨城放送
- お誕生日おめでとう
- IBSレディオヘヴン - 月曜・火曜担当
- 阿部重典の元気マーケット - 3代目アシスタント[1]
- ぼくの作文わたしの作文[1]
- 情報Banぐーみ特捜部[1]
- マイタウン水戸[1]

### テレビ番組
テレビ宮崎
- UMKスーパーニュース - スポーツコーナー担当[2]

青森朝日放送
- TVイーハトーブ 土曜のてっぺん（東北地方のANN加盟6局ブロックネット番組）
- ABAニュース[3]
- シューマッツ - 隔週出演[8]
- スーパーJチャンネルABA - 隔週出演[9]

瀬戸内海放送
- テレメンタリー2018「奇跡を呼ぶ島〜過疎の島に集う人・宿る命〜」 - ディレクター[7]